# Капустин Яр
48°33′56″ пн. ш. 46°17′43″ сх. д. / 48.5655° пн. ш. 46.2952° сх. д.
Капу́стин Яр (скорочено Кап-Яр) — ракетний військовий полігон в північно-західній частині Астраханської області. Офіційна назва: 4-й Державний центральний міжвидовий полігон Російської Федерації (4 ГЦМП).
Полігон був створений в 1946 році для випробувань перших радянських балістичних ракет. Нахил орбіти: мінімальний 48,4 градусів, максимальний 50,7 градусів. Площа полігону близько 650 км² (займав площу до 0,40 млн га), розташований переважно в Росії, але займає також землі в межах Атирауської і Західно-казахстанської областей Казахстану.
Адміністративно-житловий центр полігону — місто Знаменськ (ЗАТО) з чисельністю населення 32,1 тис. чол. (2005). Іменується полігон по назві розташованого поруч старовинного села (нині селище міського типу) Капустін Яр, що примикає з південного сходу до міста Знаменск.

## Історія полігону
3 червня 1947 року Постановою Ради Міністрів СРСР ЦК ВКП (б) № 2642–817 місцем дислокації нового ракетного полігону був визначений Капустін Яр, начальником полігону призначений генерал-майор Василь Іванович Вознюк. На майбутній полігон перші офіцери прибули 20 серпня 1947 року.
У вересні 1947 року з Німеччини прибула бригада особливого призначення генерал-майора О. Ф. Тверецького, потім два спецпотяги з устаткуванням, сформовані в Німеччині. На початок жовтня 1947 року, окрім бетонного випробувального стенда і бункера на 1-му майданчику, були побудовані стартовий майданчик з бункером, тимчасова технічна позиція, монтажний корпус; побудовано шосе і 20-кілометрову залізничну гілку, що сполучає полігон з головною магістраллю на Сталінград (Волгоград).
Будівництва житла на полігоні не велося аж до 1948 року, будівельники і випробувачі жили в наметах, землянках, тимчасових будівлях, а також квартировались в селянських хатах села Капустін Яр. Керівництво полігону проживало в спецпотягу. До 1 жовтня 1947 року Вознюк доповів керівництву про готовність полігону для проведення пусків ракет, 14 жовтня 1947 року на полігон прибула перша партія ракет Фау-2 (А-4).
18 жовтня 1947 року в 10:47 за київським часом зроблений перший старт балістичної ракети в СРСР. У період з 18 жовтня по 13 листопада 1947 року було запущено 11 ракет Фау-2, з яких 9 досягли мети (хоча і з великим відхиленням від заданої траєкторії), а 2 зазнали аварії.
З 1947 по 1957 року Капустін Яр був єдиним місцем випробувань радянських балістичних ракет. На полігоні були проведені випробування ракет Р-1 (вересень — жовтень 1948 року, вересень — жовтень 1949 року), Р-2 (вересень — жовтень 1949 року), Р-5 (березень 1953), Р-12, Р-14, і т. д. У 1950-х роках для відпрацювання на полігоні ракет Р-1, Р-2 і Р-5 з'явилася необхідність у створенні техніки здатної здійснювати різного роду траєкторні вимірювання. Для цих цілей в НДІ-4 МО СРСР була розроблена концепція полігонного вимірювального комплексу (ПВК). Для вимірювальних пунктів (ВП) цього комплексу за завданням НДІ-4 почали створюватися телеметрична апаратура, станції траєкторних вимірювань, апаратура системи єдиного часу.
На полігоні Капустін Яр проходили пуски міжконтинентальної крилатої ракети «Буря» в 1957—1959 роках.
20 травня 1960 року на території Державного полігону був утворений Навчальний Центр Ракетних військ Сухопутних військ, в завдання якого входило формування бойової злагодженості створюваних ракетних частин, навчання і перепідготовка фахівців-ракетників, створення нормативних документів для усебічної бойової діяльності ракетних частин Сухопутних військ.
16 березня 1962 Капустін Яр став космодромом: був здійснений запуск супутника «Космос-1». Надалі з космодрому Капустін Яр стартували невеликі дослідницькі супутники, для запуску яких використовувалися ракета-носій легкого класу серії «Космос».
У подальші роки на полігоні випробовувалося і випробовується велика кількість різноманітних ракет малої і середньої дальності, крилатих ракет, комплексів і ракет ППО.
За відкритими даними, починаючи з 1950-х, на полігоні Капустін Яр проведено як мінімум 11 ядерних вибухів (на висоті від 300 м до 5,5 км)сумарна потужність яких становить приблизно 65 атомних бомб, скинутих на Хіросіму. Окрім ядерних випробувань, в Капустином Яру було підірвано 24 тис. керованих ракет, випробувані 177 зразків військової техніки, знищені 619 ракет РСД-10.
У 1994 році до складу 4 ГЦП МО РФ увійшов випробувальний полігон військ Протиповітряної оборони. У жовтні 1998 роки 4 Державний Центральний полігон перетворений в 4 Державний Центральний Міжвидовий полігон. У 1998 році полігон «Сари-Шаган» (що знаходиться в південно-східному Казахстані і орендований Росією) був виведений із складу військ ППО і перепідпорядкований 4-у Державному Центральному Міжвидовому полігону. У 1999 році на полігон «Капустін Яр» перебазовані російські війська з казахстанського полігону «Емба».
Ранком 27 вересня 2007 р. на полігоні помер від серцевого нападу генеральний конструктор НПО «Алмаз» Олександр Леманський, керівник робіт по ЗРС З-400 «Тріумф» і по інших системах ППО і ПРО.
Росія в 2008 році здійснила 27 запусків ракет-носіїв, зберігши за собою перше місце у світі за кількістю пусків і перевершивши свій власний показник за 2007 рік. Більшість (19) з 27 запусків виконані з космодрому Байконур, шість — з космодрому Плесецьк (Архангельська область). По одному космічному старту здійснено з пускової бази «Ясний» (Оренбурзька область) і полігону Капустін Яр..

## Історія випробувань
| Вироби                  | Дата            |
| ----------------------- | --------------- |
| A-4 (V-2)               | жовтень 1947    |
| «Іздєліє Т» (копія V-2) | 18 жовтня 1947  |
| С-25 «Беркут»           |                 |
| Р-1                     | 10 жовтня 1948  |
| Р-11ФМ                  | 3 січня 1955    |
| Р-5М                    | 20 січня 1955   |
| Р-5М зі штатної БЧ      | 2 лютого 1956   |
| Р-12                    | 22 червня 1957  |
| Р-13                    | березня 1959    |
| Р-14                    | 6 липня 1960    |
| Р-14У-«Чусова»          | 11 лютого 1962  |
| 11К63 «Космос»          | 16 березня 1962 |
| РТ-21М РСД-10 «Піонер»  | 21 вересня 1974 |
| ЗРС С-400 «Триумф»      | 12 лютого 1999  |
| Тополь-М                | 2000-і          |
| Іскандер-М              | 2006            |

## Керівники полігону
1. Вознюк Василь Іванович, генерал-полковник артилерії (1946—1973)
2. Пичугін Юрій Олександрович, генерал-лейтенант (1973—1975)
3. Дегтяренко Павло Григорович, генерал-лейтенант (1975—1981)
4. Лопатін Микола Якович, генерал-майор (1981—1983)
5. Мазяркін Микола Васильович, генерал-лейтенант (1983—1991)
6. Тонких В'ячеслав Костянтинович, генерал-лейтенант (1991—1997)
7. Ющенко Валерій Піменович, генерал-лейтенант (1997—2000)
8. Перевозчіков Микола Іванович, генерал-лейтенант (2000—2006)
9. Мазуров Валерій Михайлович, генерал-лейтенант (2006—2010)
10. Корольов Михайло Ремович, генерал-майор (з 2010)